# لاتام باراغواي
لاتام باراغواي (بالإنجليزية: LATAM Paraguay)‏ هي الناقل الوطني لباراغواي ومقرها الرئيسي في أسونسيون، باراغواي. تشغل رحلاتها من مطار سيلفيو بيتيروسي الدولي في أسونسيون. وهي شركة تابعة لمجموعة خطوط لاتام الجوية.

## الوجهات
اعتبارًا من سبتمبر 2022، تقدم لاتام باراغواي أو سبق أن قدمت رحلات طيران مجدولة إلى الوجهات التالية:
| الدولة     | المدينة                | المطار                                                              | ملاحظات                       | مراجع       |
| ---------- | ---------------------- | ------------------------------------------------------------------- | ----------------------------- | ----------- |
| الأرجنتين  | بوينس آيرس             | ايروبارك خورخي نيوبري [الإنجليزية]                                  | اتفاقية رمز مشترك مع Paranair | [ 4 ]       |
| الأرجنتين  | بوينس آيرس             | مطار الوزير بيستارينيي الدولي                                       | اتفاقية رمز مشترك مع Paranair |             |
| الأرجنتين  | قرطبة                  | Ingeniero Aeronáutico Ambrosio L.V. Taravella International Airport | منتهية                        |             |
| بوليفيا    | كوتشابامبا             | Jorge Wilstermann International Airport                             | منتهية                        |             |
| بوليفيا    | لاباز                  | El Alto International Airport                                       | منتهية                        |             |
| بوليفيا    | سانتا كروز دي لا سييرا | Viru Viru International Airport                                     | اتفاقية رمز مشترك مع Paranair | [ 4 ]       |
| البرازيل   | برازيليا               | مطار برازيليا الدولي                                                | منتهية                        | [ 5 ] [ 6 ] |
| البرازيل   | كوريتيبا               | Afonso Pena International Airport                                   | منتهية                        |             |
| البرازيل   | ريو دي جانيرو          | مطار ريو دي جانيرو الدولي                                           | منتهية                        |             |
| البرازيل   | ساو باولو              | مطار غواروليوس الدولي                                               |                               | [ 7 ]       |
| تشيلي      | إيكويكو                | Diego Aracena International Airport                                 | منتهية                        |             |
| تشيلي      | سانتياغو               | مطار أرتورو ميرينو بينيتيز الدولي                                   |                               | [ 7 ]       |
| باراغواي   | أسونسيون               | مطار سيلفيو بيتيروسي الدولي                                         | محور خطوط جوية                |             |
| باراغواي   | سيوداد ديل استي        | Guaraní International Airport                                       | منتهية                        | [ 8 ]       |
| بيرو       | ليما                   | مطار خورخي تشافيز الدولي                                            |                               | [ 7 ]       |
| الأوروغواي | مونتيفيديو             | مطار كاراسكو الدولي                                                 | اتفاقية رمز مشترك مع Paranair | [ 4 ]       |
| الأوروغواي | بونتا دل إيستي         | Capitán de Corbeta Carlos A. Curbelo International Airport          | منتهية                        |             |

## الأسطول
اعتبارًا من أكتوبر 2019 تشغل لاتام باراغواي الطائرات التالية:
| الطائرة        | في الخدمة | مطلوبة | الركاب       | الركاب   | الركاب  | ملاحظات               |
| الطائرة        | في الخدمة | مطلوبة | رجال الأعمال | السياحية | المجموع | ملاحظات               |
| -------------- | --------- | ------ | ------------ | -------- | ------- | --------------------- |
| إيرباص إيه 320 | 5         | —      | —            | 174      | 174     | تديرها لاتام البرازيل |
| المجموع        | 5         | —      |              |          |         |                       |